# عبد الرحمن باعامر
عبد الرحمن سعيد باعامر (20 ديسمبر 1998) هو لاعب كرة قدم يمني من مواليد السعودية ، يجيد اللعب في مركز الوسط لعب سابقاً في نادي التقدم كلاعب مواليد.